# 18117 Jonhodge
18117 Jonhodge è un asteroide della fascia principale. Scoperto nel 2000, presenta un'orbita caratterizzata da un semiasse maggiore pari a 2,3525190 UA e da un'eccentricità di 0,0873894, inclinata di 1,13774° rispetto all'eclittica.